# Falciot cuaespinós negre
El falciot cuaespinós negre (Telacanthura melanopygia) és una espècie d'ocell de la família dels apòdids (Apodidae) que habita boscos de Sierra Leone, Libèria, Costa d'Ivori, Ghana, sud-oest de Camerun, el Gabon, sud-oest de la República Centreafricana i nord-est de la República Democràtica del Congo.